# 凯拉齐尼-兹拉派措纳
凯拉齐尼-兹拉派措纳（希臘語：Κερατσίνι-Δραπετσώνα）是希腊阿提卡大區比雷埃夫斯专区的市镇，行政中心为凱拉齊尼镇。市镇面积为9.326平方公里，2021年人口数量为89,536人。
此市镇设立于2011年地方政府改革中，由原兹拉派措纳和凱拉齊尼两个市镇合并而成，原市镇则成为此市镇的两个市区。